# 橋爪大佑
橋爪 大佑（はしづめ だいすけ、1992年3月30日 - ）は、大阪府高槻市出身の元プロ野球選手（内野手）。右投両打。プロでは育成選手であった。

## 経歴

### プロ入り前
中学校では、吹田シニアに所属。2年生時には、日本リトルシニア全国選抜大会出場も経験する。
東海大仰星高校では1年からベンチ入りし、秋に6番ショートで大阪大会3位、近畿大会出場を経験した。3年夏は主将を務めたが、初戦の大阪産業大付属高校に敗れて1回戦敗退。甲子園出場は無し。
大阪商業大学では1年春からリーグ戦に出場し、最下位に苦しむチームの中で12安打を打ち、打率.343（3位）を記録して新人賞を受賞した。以降はショート兼セカンドとして起用され、4年秋には3番・二塁手として42季ぶりの優勝を経験した。明治神宮大会では6打数ノーヒット3三振だったが、守備範囲の広さや送りバントで貢献した。プロでもチームメイトとなる桂依央利と3番・4番を組み、リーグ通算では76安打、打率.222、0本塁打、16打点。
2013年プロ野球ドラフト会議で中日ドラゴンズから育成ドラフト2位指名を受け、入団。背番号は203に決まった。中日では岸本淳希とともに、4年ぶりの育成ドラフト入団者となった。なお、「2年の途中で単位を取るのを諦めて、3・4年は授業に出ていない為卒業できない」と告白し、大学を中退してのプロ入りとなった。大学ではプロ入りだけを目指して、野球部の練習と試合にだけ通う毎日だったという。

### プロ入り後
2015年4月28日に、チームから唯一「侍ジャパン大学日本代表 対 NPB選抜」のNPB選抜に選出されたことが発表された。同年10月4日、戦力外通告を受けた。

### 現役引退後
現役を引退後は、トレーナーの資格を複数取得し、ストレッチトレーナーの仕事に就いている。

## 選手としての特徴
広角に打ち分ける好打のスイッチヒッター、小技もこなす。フットワークが良く球際に強い守備と守備範囲も広さが持ち味。

## 詳細情報

### 年度別打撃成績
- 一軍公式戦出場なし

### 背番号
- 203（2014年 - 2015年）